# مسرح سرفانتس الوطني

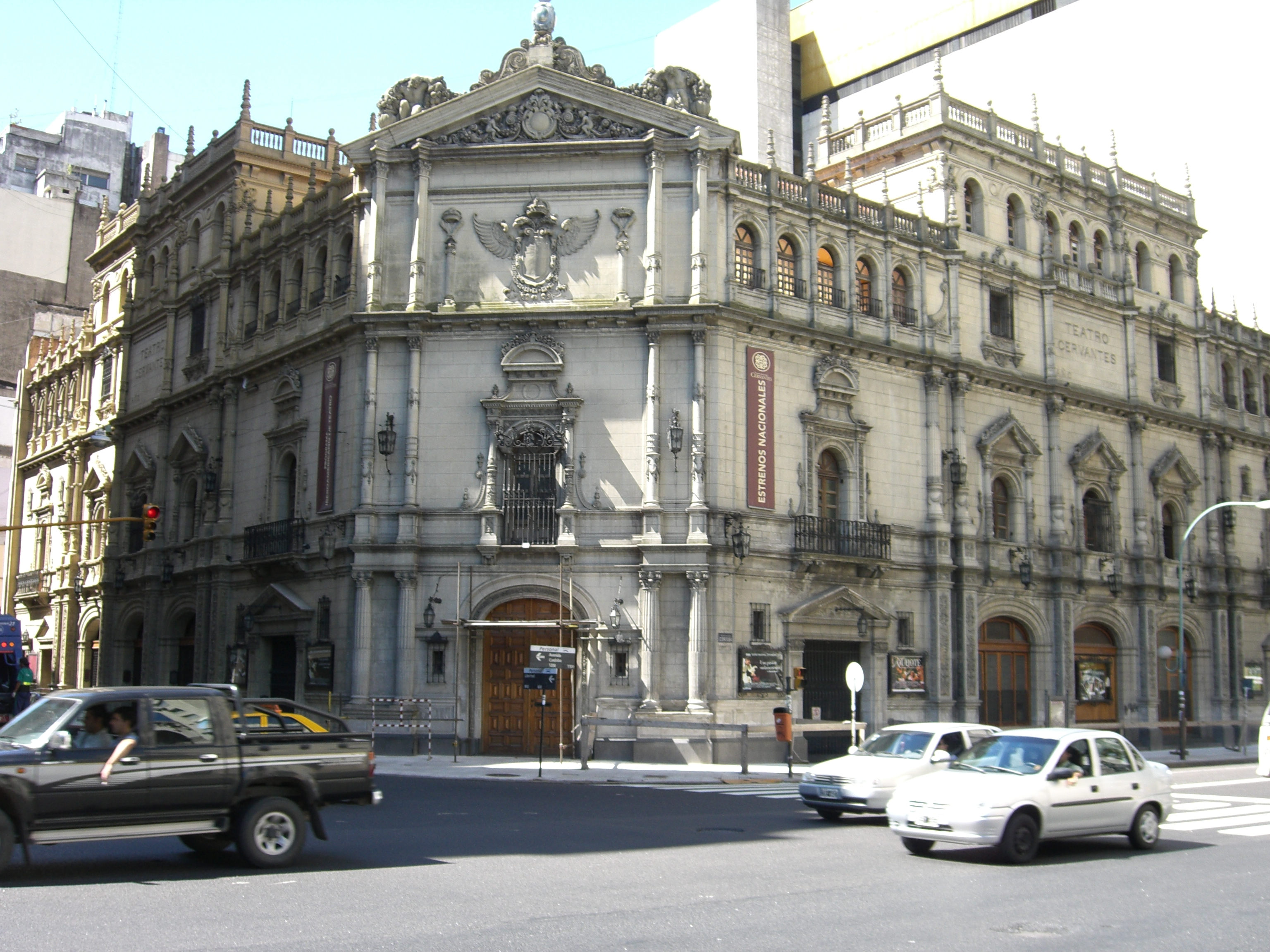

مسرح سرفانتس الوطني، المعروف أيضًا باسم المسرح الوطني لبوينس آيرس. يقع المسرح في العاصمة الأرجنتينية بوينس آيرس، وهو المسرح الوطني الوحيد في الأرجنتين. وفي عام 1995، تم تسجيله كنصب تاريخي وطني.

## روابط خارجية
- Teatro Cervantes (بالإسبانية)